# Калинина (Палласовский район)
Калинина — посёлок в Палласовском районе Волгоградской области, в составе Эльтонского сельского поселения. Посёлок расположен на юго-востоке Палласовского района, в 8 км восточнее посёлка Эльтон — 13 км.
Население — 179 (2010)

## История
На довоенной карте РККА Кавказа и южного Поволжья населённый пункт обозначен как хутор Паничкин.
С 1935 года хутор Паничкин в составе Эльтонского (Ново-Эльтонского) сельсовета включён в состав Эльтонского района Сталинградского края (в 1936 году край преобразован в Сталинградскую область). В 1948 году в составе Эльтонского района был образован Калининский сельский совет (за счет разукрупнения Ново-Эльтонского сельского совета). Дата переименования хутора в посёлок Калинина не установлена. Указом Президиума Верховного Совета РСФСР от 15 июля 1953 года Эльтонский район Сталинградской области был ликвидирован, его территория была передана в состав Палласовского района полностью. В 1954 году в связи с объединением Эльтонского и Калининского сельсоветов посёлок Калинино был включён в состав Эльтонского сельского совета.

## Население
Динамика численности населения по годам:
| 1987 | 2002 |
| ---- | ---- |
| ≈260 | 222  |

| 2010 |
| ---- |
| 179  |